# Округ Глејдс (Флорида)
Глејдс (енгл. Glades County) је округ у америчкој савезној држави Флорида. По попису из 2010. године број становника је 12.884.

## Демографија
Према попису становништва из 2010. у округу је живело 12.884 становника, што је 2.308 (21,8%) становника више него 2000. године.
| Група             | 2000.         | 2010.         |
| Белци             | 7.256 (68,6%) | 7.947 (61,7%) |
| Афроамериканци    | 1.114 (10,5%) | 1.588 (12,3%) |
| Азијати           | 35 (0,3%)     | 51 (0,4%)     |
| Хиспаноамериканци | 1.594 (15,1%) | 2.720 (21,1%) |
| Укупно            | 10.576        | 12.884        |